# الکساندر ژیوکوویچ (بازیکن فوتبال، زاده ۱۹۷۷)
الکساندر ژیوکوویچ (۲۸ ژوئیهٔ ۱۹۷۷ صربی: Rade Bogdanovic) یک بازیکن فوتبال اهل صربستان است.

## تیم ملی
وی در تیم ملی فوتبال صربستان بازی کرده است.